# خوم ژارسکی
خوم ژارسکی (به لهستانی:  Chełm Żarski) یک روستا در لهستان است که در گمینا لوبسکو واقع شده‌است. خوم ژارسکی ۸۹ نفر جمعیت دارد و ۶۷ متر بالاتر از سطح دریا واقع شده‌است.